# 沢渡温泉 (長野県)
沢渡温泉（さわんどおんせん）は、長野県松本市安曇（旧南安曇郡安曇村）にある温泉。群馬県の沢渡（さわたり）温泉と区別するため、平仮名での表記が用いられることが多い。
長野県内の読み方も同じ沢渡駅は南信地方伊那谷を走る飯田線にある。

## 泉質
- 弱アルカリ性低張性高温泉
  - 湧出量は毎分1,100リットル

### 効能
一般的適応症、やけど、切り傷、慢性消化器病、虚弱体質など
※注 効能は万人にその効果を保証するものではない。

## 温泉街

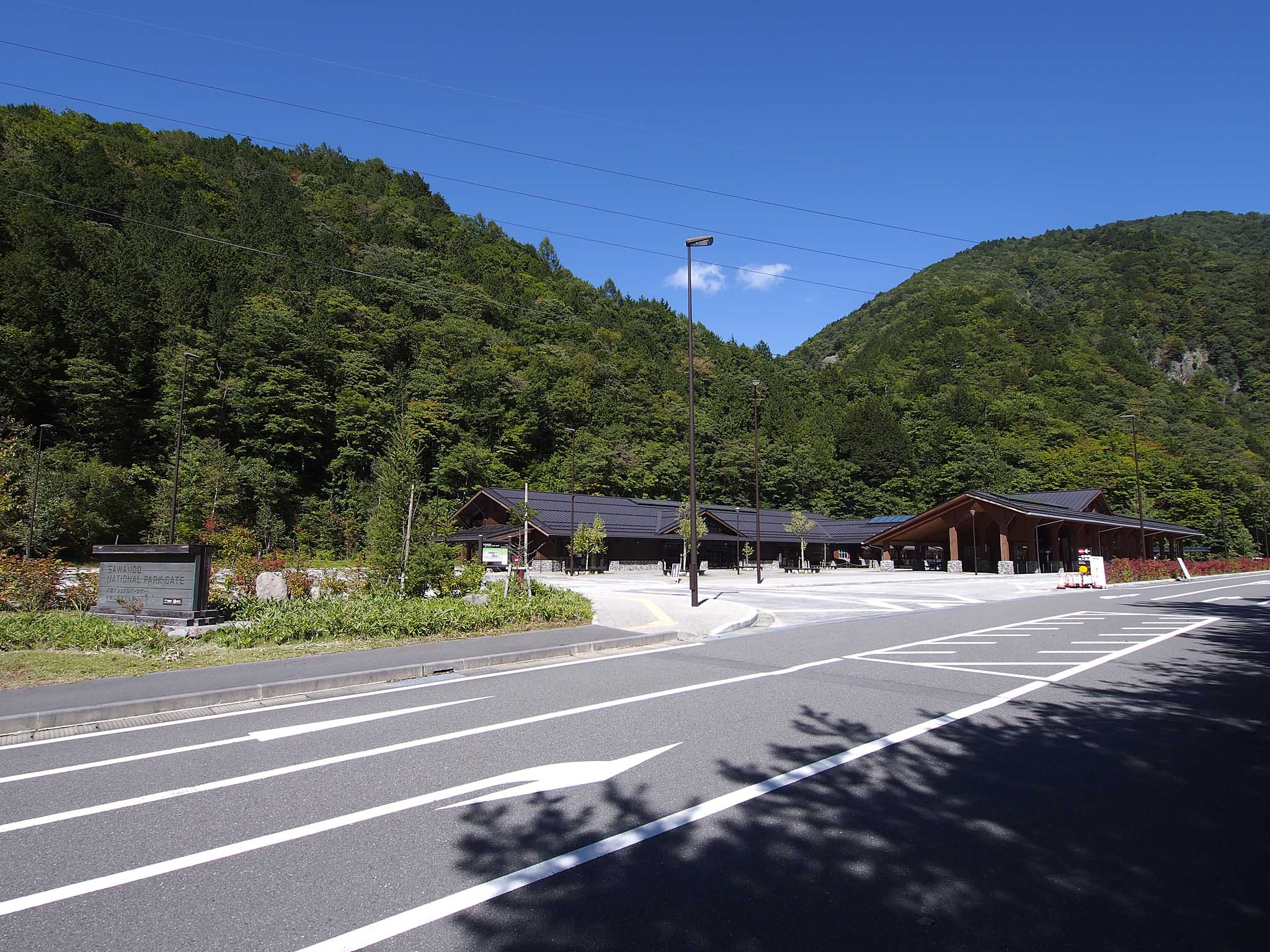
沢渡ナショナルパークゲート

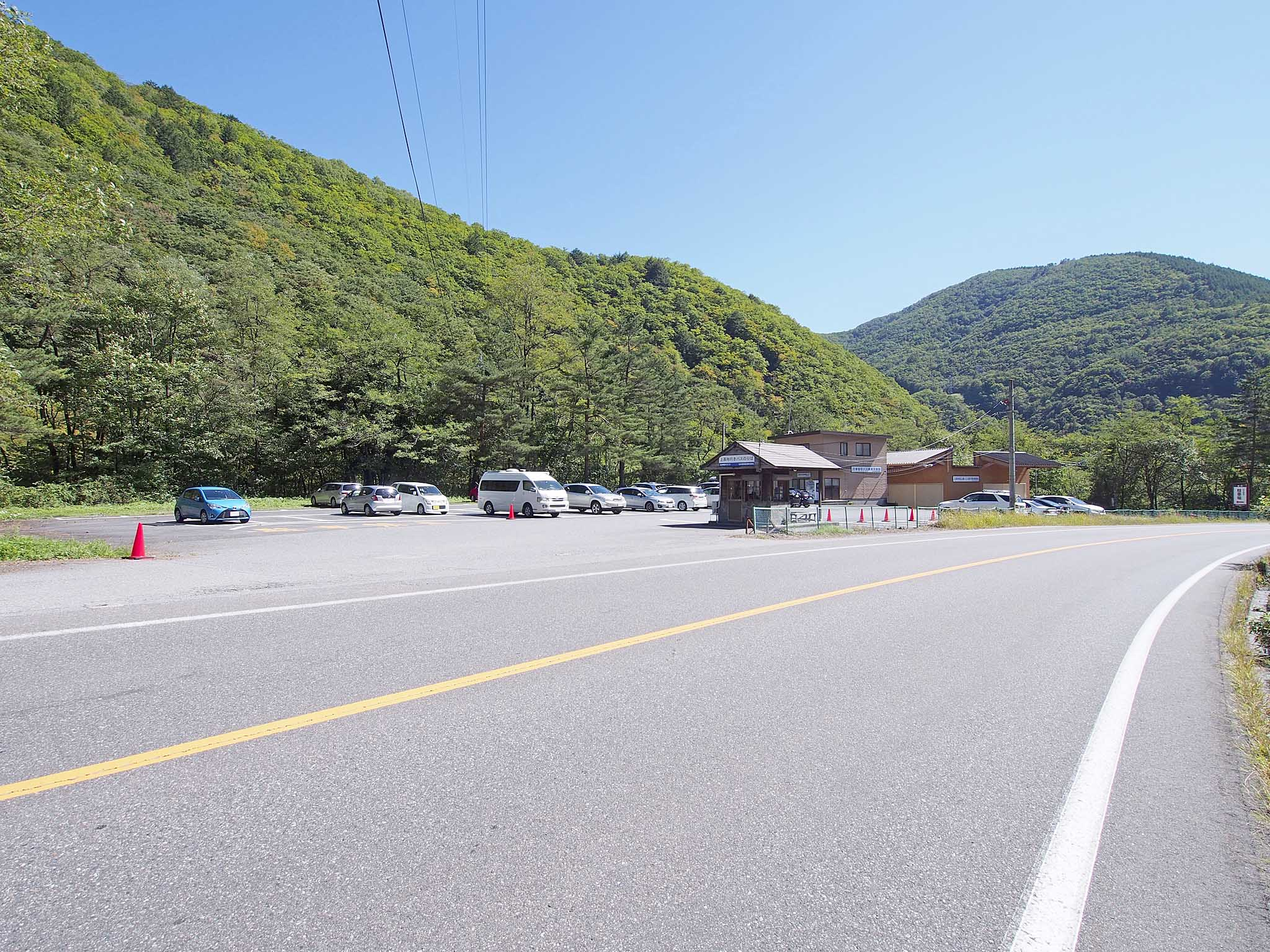
沢渡駐車場

上高地観光の拠点にもなっており、マイカー規制に対応した駐車場が多くある。温泉地には、温泉を使った湯の郷公園が整備され無料で足湯が利用出来る。

## 歴史
安房トンネル工事中に、旧中の湯温泉付近から湧出した温泉を、沢渡地区まで引湯させて誕生した温泉であり、源泉は、通称赤怒谷温泉と呼ばれるところからの引き湯である。ただし、旧中の湯温泉の湯が引湯されているわけではない。

## アクセス
- 鉄道 : アルピコ交通上高地線新島々駅からアルピコ交通バスで約40分。または、松本バスターミナルより高山濃飛バスセンター・新平湯温泉行き特急バス約65分、「さわんど」下車。
- 車 : 長野自動車道松本ICから55分